# 38 (број)
38 је број, нумерал и име глифа који представља тај број. 38 је природан број који се јавља после броја 37, а претходи броју 39.

## У математици
- Је збир квадрата прва три проста броја: 2, 3 и 4

## У науци
- Је атомски број стронцијума

## У митологији
- Је био значајан број у Египатској митологији, зато што је био карактеристичан број Анубиса, бога мртвих.

## Остало
- Је број француског департмана Изера
- Је број једног од блокова на Новом Београду
- Je број аутобуске линије у Београду која саобраћа на релацији Шумице - Погон Космај - Велики Мокри Луг[1]